# Copidoplana
Copidoplana är ett släkte av plattmaskar. Copidoplana ingår i familjen Leptoplanidae.
Kladogram enligt Catalogue of Life:
| Copidoplana | \| \| Copidoplana paradoxa \| \| \| \| \| \| Copidoplana tripyla \| \| \| \| |
|             | \| \| Copidoplana paradoxa \| \| \| \| \| \| Copidoplana tripyla \| \| \| \| |
|             | Ceratoplana                                                                  |
|             |                                                                              |
|             | Diplandros                                                                   |
|             |                                                                              |
|             | Euplana                                                                      |
|             |                                                                              |
|             | Freemania                                                                    |
|             |                                                                              |
|             | Leptoplana                                                                   |
|             |                                                                              |
|             | Macginitiella                                                                |
|             |                                                                              |
|             | Notoplana                                                                    |
|             |                                                                              |
|             | Parviplana                                                                   |
|             |                                                                              |
|             | Phylloplana                                                                  |
|             |                                                                              |
|             | Stylochoplana                                                                |
|             |                                                                              |
|             | Zygantroplana                                                                |
|             |                                                                              |
|             | Copidoplana paradoxa                                                         |
|             |                                                                              |
|             | Copidoplana tripyla                                                          |
|             |                                                                              |

|  | Copidoplana paradoxa |
|  |                      |
|  | Copidoplana tripyla  |
|  |                      |